# Підоплічко Микола Макарович
Мико́ла Мака́рович Підоплі́чко (3 квітня 1904, Козацьке (нині Звенигородський район Черкаської області) — 27 березня 1975, Київ) — український ботанік-міколог радянських часів, доктор біологічних наук (1955), професор (1956), член-кореспондент АН УРСР (1957). Лауреат Державної премії СРСР 1952 року — за отримання та впровадження в медичну практику антибіотичного препарату «мікроцид» (у співавторстві з В. Й. Білай), нагороджений орденами Леніна та «Знак Пошани», премією імені Д. К. Заболотного АН УРСР (1970) — за монографію «Токсиноутворюючі мікроскопічні гриби», медалями. Голова Українського мікробіологічного товариства (1965—1971). Двоюрідний брат Підоплічка Івана Григоровича.

## Життєпис
У 1924—1929 роках працював позаштатним співробітником Ботанічного кабінету і Гербарію ВУАН. У 1926—1928 роках — асистент кафедри ботаніки Київського ветеринарного зоотехнічного інституту. 1929 року закінчив Київський інститут народної освіти, переведений до екстернатури. З того ж року працював в Українському науково-дослідному інституті цукрової промисловості.
З 1931 року до останніх днів життя працював в Інституті мікробіології АН УРСР.
З 1933 року керує організованим завдяки його зусиллям відділом мікології, 1946 — старший науковий співробітник. У 1933—1935 роках — завідувачем відділу фітопатології й консультант Всесоюзного науково-дослідного інституту махорочної промисловості.
В часі німецько-радянської війни перебував у евакуації (Башкирія). 1943 року нагороджений Почесною грамотою Президії Верховної Ради Башкирської АРСР — проводив роботи по вивченню токсичних грибів, які вражають зерно хлібних злаків в Башкирії та викликають захворювання коней септичною ангіною.
У 1957—1963 років входив до складу бюро Відділення біологічних наук АН УРСР.
Наукові праці присвячені: вивченню мікрофлори зерна хлібних злаків, грубих кормів, також досліджував мікофлору ґрунтів України.
В передвоєнні роки дослідив причину невідомого захворювання коней із швидкою смертю, збудником виявився дендродохіум токсикум — відкрив його. НКВД випустило затриманих ветеринарів-«шкідників». Підоплічко нагороджений орденом «Знак Пошани».
У 1954—1957 роках був головою комісії з вивчення раку картоплі та розробки заходів по боротьбі з ним, Рада з вивчення виробничих сил при АН УРСР, в 1960-у — секції мікології і фітопатології Українського ботанічного товариства.
Займався питаннями систематики і флори грибів, їх екології та фізіологічної активності.
Описав ряд нових для науки таксонів грибів.
Вивчав мікотоксикози та антибіотики.
Є співавтором лікувального антибіотичного препарату мікроциду — Державна премія 1952 року.